# Schronisko Przechodnie w Żytniej Skale
Schronisko Przechodnie w Żytniej Skale, Jaskinia Przechodnia w Żytniej Skale – schronisko w Żytniej Skale we wsi Bębło w województwie małopolskim, w powiecie krakowskim, w gminie Wielka Wieś. Znajduje się na Wyżynie Olkuskiej w obrębie Wyżyny Krakowsko-Częstochowskiej.

## Opis schroniska
Schronisko znajduje się w północno-zachodniej ścianie Skały Żytniej, na jej wschodnim krańcu. Ma dwa duże otwory o ekspozycji północno-zachodniej. Powstało na skrzyżowaniu dwóch szczelinowych pęknięć skały, które następnie zostały rozmyte w wyniku procesów krasowych i utworzyły dwa przecinające się korytarze o ostrołukowym sklepieniu. Korytarz biegnący w kierunku południowo-wschodnim przechodzi w ślepą szczelinę. W stropie na skrzyżowaniu korytarzy znajduje się kilkumetrowej wysokości komin. Brak nacieków jaskiniowych, na ścianach są jedynie słabo widoczne rozmycia krasowe i czarne naloty. Namulisko jest głównie gliniaste, z domieszką próchnicy i kamieni.
Schronisko jest przewiewne, suche i oświetlone prawie na całej długości. Na ścianach i stropie w lepiej oświetlonych miejscach w pobliżu otworów rozwijają się glony.

## Historia badań i dokumentacji
Schronisko znane było od dawna. Po raz pierwszy jego krótki opis podał S.J. Czarnowski w 1899 r. W 1951 r. krótki opis i plan podał Kazimierz Kowalski. Podał też, że namulisko było nienaruszone. W 1967 r. przeprowadził badania osadów. W 1982 r. interdyscyplinarne badania osadów w schroniskach Skały Żytniej prowadziła T. Madeyska. W 2015 r. N. Sznobert pomierzył jaskinię i sporządził nowy jej plan.

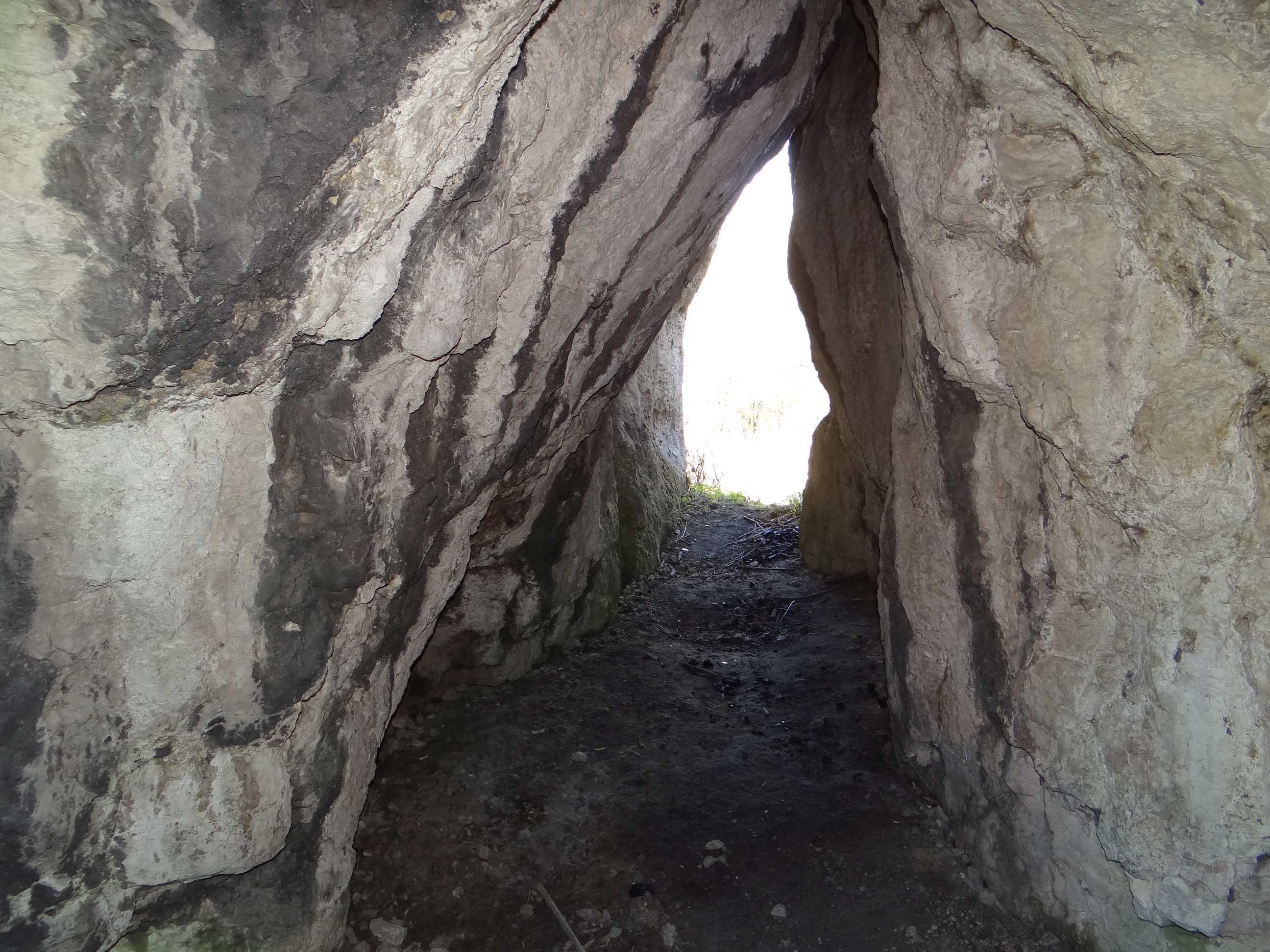
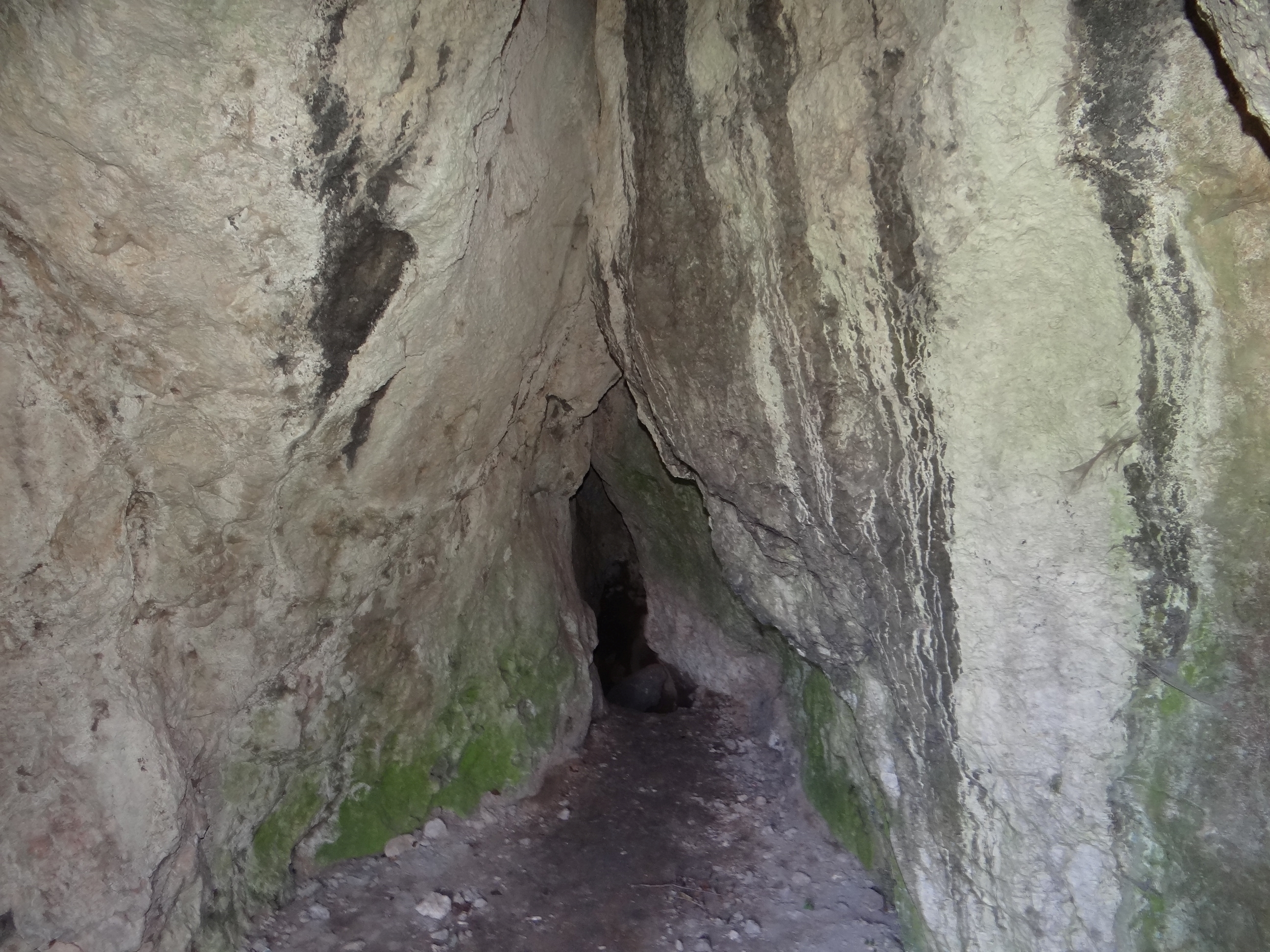
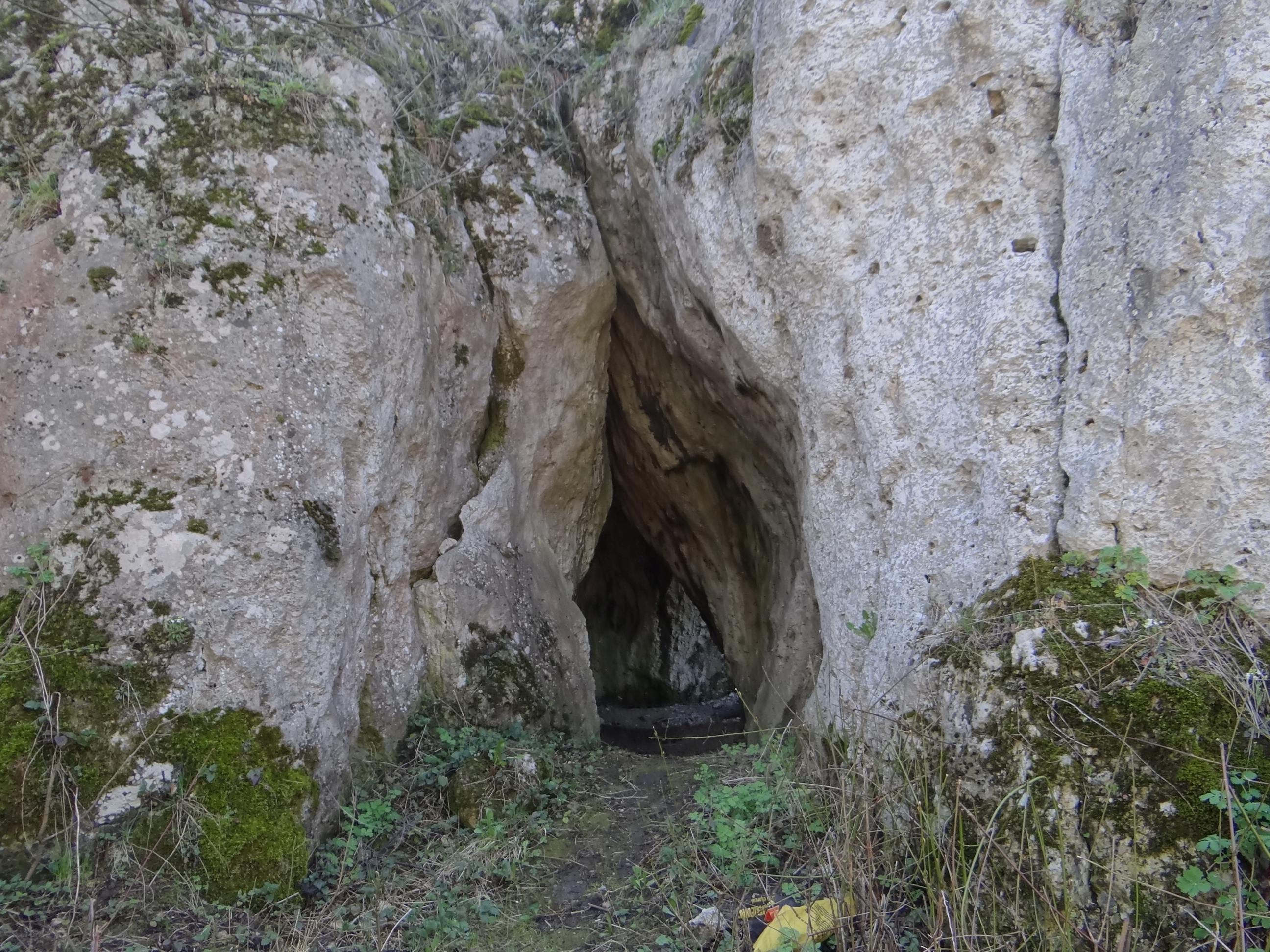
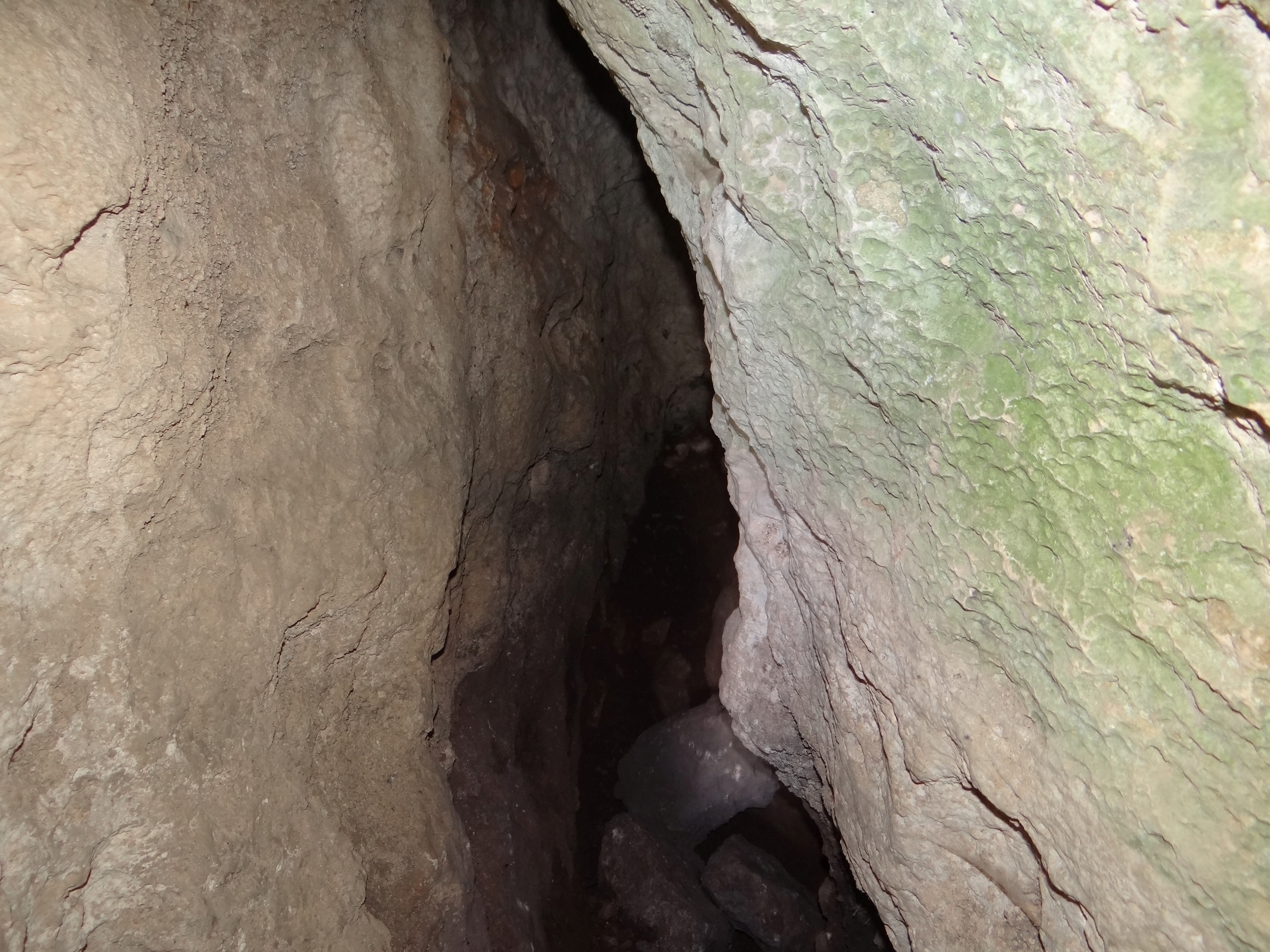
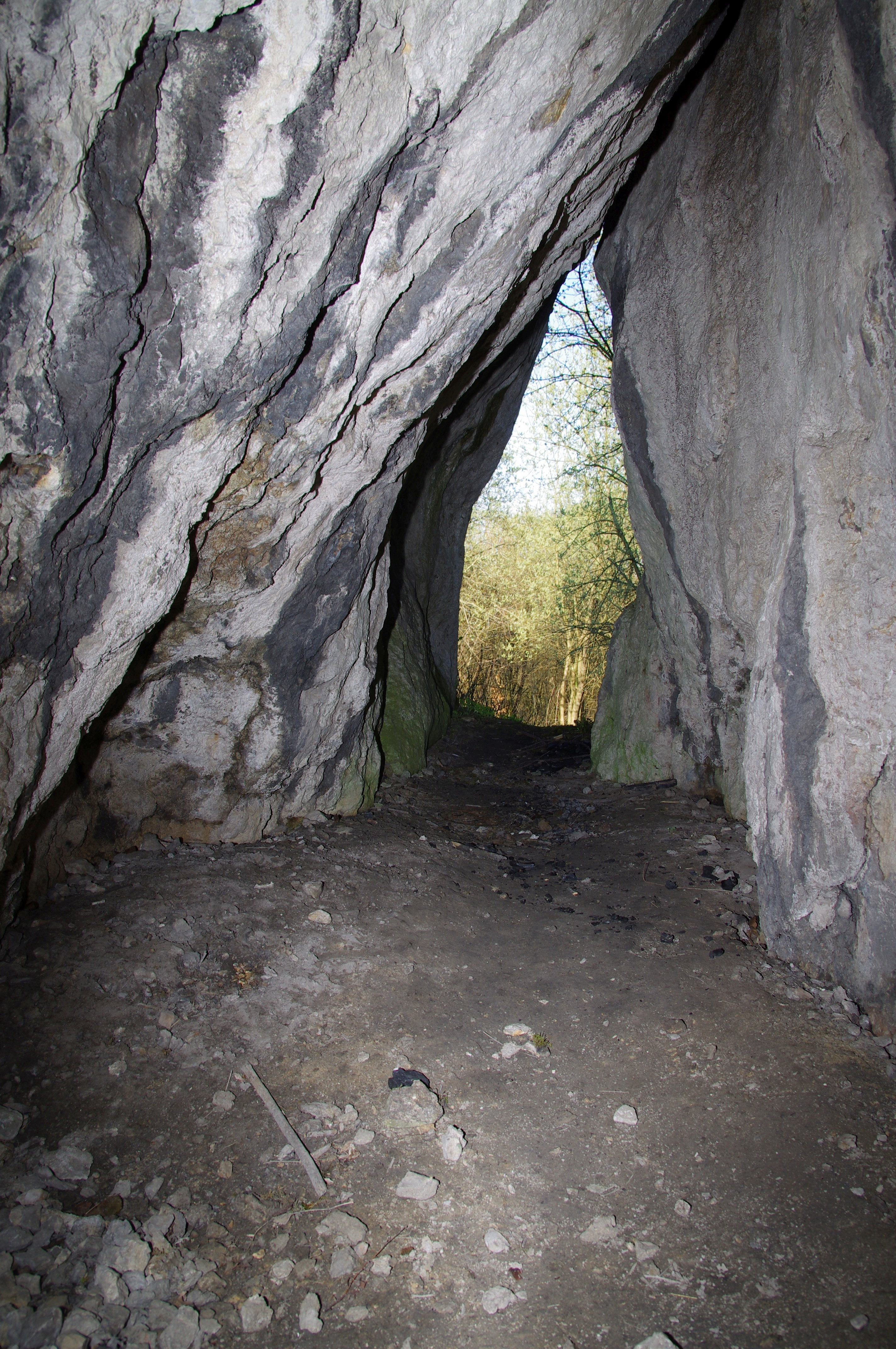

## Jaskinie i schroniska Skały Żytniej
W Skale Żytniej znajduje się blisko siebie 6 schronisk i dwie jaskinie:
- Jaskinia pod Agrestem,
- Jaskinia w Żytniej Skale Górna (długość 13 m),
- Schronisko Dolne w Żytniej Skale (długość 10,5 m),
- Schronisko Małe w Żytniej Skale (Jaskinia Mała) – pierwsze od zachodniej strony,
- Schronisko nad Dolnym w Żytniej Skale (długość 4,7 m),
- Schronisko Przechodnie w Żytniej Skale (Jaskinia Przechodnia). Ma długość kilkunastu metrów, wysokość pozwalającą na swobodne przejście i dwa otwory; jeden główny i drugi, boczny i mniejszy. Otwory te połączone są z sobą niskim tunelem,
- Schronisko Wysokie w Żytniej Skale (Jaskinia Wysoka), z dużą komorą o wysokim sklepieniu i wielkim głazem w otworze wejściowym,
- Schronisko za Stodołą w Żytniej Skale (długość 6,50 m)[5].